# Degeeriopsis apocola
Degeeriopsis apocola là một loài ruồi trong họ Tachinidae.